# Filippo Lussana
Filippo Lussana (Cenate Sopra, 17 dicembre 1820 – Cenate Sotto, 25 dicembre 1897) è stato un fisiologo italiano.
Nella sua ricerca medica si è occupato della localizzazione dei centri nervosi del linguaggio, di fisiologia del dolore e della percezione auditiva, visiva e gustativa, delle origini della vertigine e anche di alimentazione, in particolare in relazione alla pellagra.
Filippo Lussana è stato autore di più di duecento pubblicazioni scientifiche, ricevendo due medaglie d'oro dalla Società Reale di Scienze Mediche e Naturali di Bruxelles e dall'Accademia Reale di Medicina del Belgio, per gli studi Fibrina nel sangue e Monografia dei centri encefalici.
Oltre all'attività di ricerca, Filippo Lussana è stato anche un letterato, un pittore ed un poeta. Combinando arte e scienza, egli ha cercato di mettere in rapporto dialettico la fantasia e l'analisi, per raggiungere una sintesi razionale.

## Biografia
Filippo Lussana nasce a Cenate Sopra, in Valpredina, il 17 settembre 1820, nella provincia bergamasca del Regno Lombardo-Veneto asburgico. Dopo le scuole elementari, frequenta il collegio "Angelo Mai" a Clusone in Val Seriana, dove acquista solide basi di latino e di cultura classica. 
In occasione della morte dell'imperatore d'Austria Francesco I, nel tema di Retorica assegnato agli alunni dal titolo "Il Cesare romano e il Cesare austriaco", Lussana quindicenne scrive:
per tali sacrileghe ingiurie all'autorità, è punito con tre giorni di reclusione in stanza a pane ed acqua. Tuttavia il rettore Cantelli comprese il suo animo e gli fece da padre e da maestro nell'educazione letteraria in tutta la sua vita.
Tra il 1839 e il 1844 frequenta la facoltà di Medicina dell'università di Pavia, fino alla laurea con il massimo dei voti.
Terminati gli studi, inizia il lavoro di medico condotto in diversi paesi della bergamasca, prima a San Pellegrino, quindi a Mologno di Casazza e infine, per dodici anni, a Gandino.
Nel 1860, è nominato professore di Fisiologia all'università di Parma.
Nel 1867 chiede il trasferimento a Padova, dove insegna fino al 1889.
Dal 1891 ottiene il collocamento a riposo per motivi di salute, a causa di un'infezione che gli distrugge l'osso mandibolare.
Si ritira quindi a Cenate Sotto, nei pressi del suo paese natale, di cui è sindaco per tre anni, dal 1894 al 1897, fino alla sua morte.

## Arte e scienza
Nei due testi Sui movimenti del dolore e La fisiologia nell'arte, Lussana tenta un approccio che combini arte e scienza, venendo anche malvisto dai suoi contemporanei come lo scienziato che si intromette in un campo, quello artistico, che non gli compete. Scrive infatti:
L'arte pertanto, guidata dall'intuizione lucida e geniale, ha saputo prevenire la dimostrazione scientifica, ma allo stesso modo la scienza, pur nella sua oggettività, non uccide l'ispirazione. Scienza e arte si integrano per interpretarsi e spiegarsi reciprocamente.

### Fisiologia del dolore
Lussana distingue il dolore in base al suo effetto di irradiamento e al suo legame con la vita organica dal tatto, che sarebbe invece localizzato e legato alla vita intellettuale. Distingue poi il dolore fisico, derivato dal corpo e che provoca spasimi, dal dolore morale, derivato dal cervello e che paralizza il movimento. Ne propone come esempi, rispettivamente, la statua del Laocoonte e il dipinto di Maria nel "Giudizio Universale" di Michelangelo. Allo stesso modo, contrappone la smania e il furore di Ercole descritto da Ovidio all'impietrirsi nel dolore del conte Ugolino di Dante. Il dolore morale esaurisce, quello fisico eccita.

### Suoni e colori
L'attività collaterale di pittore spinge Lussana ad interessarsi anche alle sensazioni visive dei colori. Lussana afferma che il linguaggio dei colori è naturale, e non convenzionale, e dimostra l'esistenza di un rapporto naturale tra emozioni e colori (in questo preludendo in qualche modo a Kandinskij).
Anche colori e vibrazioni sonore sarebbero correlate, e i sette intervalli dello spettro solare di Newton corrisponderebbero ai sette toni della scala musicale.

### Dante ilgrande fisiologo
Nel 1878, Lussana pubblica Una lezione fisiologica di Dante sulla generazione (Messaggi, Treviglio, 1878), testo letto alla Reale Accademia di Scienze, Lettere e Arti di Padova il 20 maggio 1877. Lussana definisce Dante il grande fisiologo, prendendo spunto dal canto XXV del Purgatorio, in cui il poeta si fa dare da Stazio una spiegazione aristotelico-tomistica sulla generazione. Lussana attribuisce a Dante il ruolo di precursore della teoria evoluzionistica di Darwin: 

## Il metodo scientifico
Filippo Lussana fu assertore e utilizzatore del metodo scientifico.
Nella pubblicazione Cretinismo in Lombardia (1860), egli critica la procedura utilizzata dalla Commissione stabilita dal Re di Sardegna sulle cause del cretinismo, ribadendo come 
Pertanto, solo da una compilazione di tutti i dati e dalla loro comparazione si può stabilire scientificamente le cause che danno luogo ad un fenomeno.
Già quando si trovava come medico condotto a San Pellegrino (Acque minerali di San Pellegrino, Milano 1851), Filippo Lussana si era esposto contro la pseudo-scientificità degli annunci pubblicitari sulle valenze benefiche della composizione chimica delle acque del paese, per quanto rese autorevoli dalle analisi del Politecnico di Milano: 

## Le opere di fisiologia
Lussana si occupò di fisiologia in un momento in cui lo studio di tale disciplina andava declinando in Italia, e in una località isolata come Gandino, dove per quanto fosse allievo di Bartolomeo Panizza non disponeva di una scuola né di un laboratorio.
Per Lussana la fisiologia era una disciplina a sé stante e non solo un complemento dell'anatomia. Egli comprese l'importanza dell'anatomia comparata nella sua applicazione alle questioni di fisiologia. Partendo dalle sue esperienze sul campo come medico condotto, seppe giungere ad elaborazioni e concetti generali ed originali. Le sue pubblicazioni ebbero vasta eco in Italia ed all'estero, contribuendo all'approfondimento della ricerca fisiologica.

### Studi sul cervello e sui centri nervosi
Nel saggio Studio programma sulla fisiologia dei centri nervosi (1851), Lussana anticipa la più precisa dimostrazione di Broca sulla localizzazione dei centri cerebrali del linguaggio. Lussana presenta il caso di un paziente con perdita del linguaggio articolato a seguito di una ferita al cranio, e recupero dello stesso dopo la rimozione di alcuni frammenti ossei dalla regione cerebrale. 
Nel 1853 ha occasione di assistere a lungo un giovane affetto da tumore al cervelletto, pubblicando osservazioni sulla fisiologia di tale organo (Sulla patologia del cervelletto, Milano 1856).
Studiando l'origine della vertigine, Lussana dimostra l'importanza della funzione coordinatrice del cervello, sottolineando come le sensazioni muscolari, uditive e visive siano necessarie alla regolarità dei movimenti (Monografia delle vertigini, Milano 1858)

### Fisiologia del linguaggio eAlfabeto fisiologico
Proseguendo nei suoi studi sulla fisiologia del linguaggio, Lussana cerca di spiegare la ragione fisiologica della grafica dei numeri e delle lettere. Si interroga sulla necessità del sistema decimale e delle figure dei numeri romani e arabi. Infine, nel saggio Alfabeto fisiologico prova a codificare un linguaggio che sia risultato della fisiologia anatomico-cerebrale umana, e pertanto uguale per tutte le lingue, così come già proposto a suo tempo da Voltaire
Studiando poi la mimica facciale, Lussana interpella arte e scienza, tentando di spiegare le diverse espressioni che si correlano alle emozioni e alle passioni.

### Suoni e sapori
Riguardo all'udito, Lussana sostiene che la vertigine auditiva, ossia il disordine nei movimenti del capo e del corpo, è dovuta ad una lesione dei canali semicircolari, in quanto non si riesce a percepire la direzione dei suoni (I canali semicircolari e la vertigine di Meniére, Napoli 1891).
Per quanto riguarda i sapori, Lussana precisa come il sapore amaro sia percepito sul dorso della lingua, il dolce sulla punta, l'acido e il salato ai suoi margini (Innervazioni del gusto)

### Il mais e la pellagra
Filippo Lussana è tra i più rilevanti osservatori della pellagra, che mise in diretta relazione con un'alimentazione a base di mais povero di albuminoidi e principi azotati, quale quello che cresceva nella bergamasca. Egli combatte le tesi dell'origine tossica ed infettiva del morbo, affermando:
Nel 1862 Lussana pubblica sulla Gazzetta Italiana un articolo polemico verso il professor Paolo Mantegazza. Mantegazza aveva visitato le popolazioni del Centro e Sud America, senza trovare traccia di pellagra, nonostante l'alimentazione di queste fosse principalmente a base di mais, e sostenendo pertanto che l'uso alimentare esclusivo del mais non poteva essere l'unica e principale causa della malattia. Lussana gli contesta che il grado di proteine nel vegetale si modifica in base al clima e alla concimazione dei terreni; con uno studio comparativo, mostra come il mais di Vertova e Gandino mostrasse valori inferiori anche a quello francese, ribadendo che 

### Il Caffè
Nel volumetto Il Caffè (Padova, 1872), Filippo Lussana ripercorre la storia di tale bevanda, analizzandone la nascita e la diffusione e riportando luoghi di produzione e dati statistici sui principali paesi produttori (Brasile, Porto Rico, Antille). Include anche una lunga lista di citazioni e giudizi su pregi e difetti del caffè, segnalando in maniera obiettiva sia i pareri positivi sia i negativi.

### Contro la tassa sul sale
Occupandosi di alimentazione, Filippo Lussana si trova a osteggiare la tassa sul sale. In una lettera all'on. conte Alessio Suardo nel 1881, ricorda la necessità del cloruro di sodio nei tessuti e nel sangue, della necessità di una sua adeguata presenza nell'alimentazione popolare e dei suoi usi fisiologici e terapeutici, concludendo a favore di una graduale eliminazione della tassa sul sale.

### Fisiognomica e frenologia
Nel saggio Anatomia umana e comparata delle circonvoluzioni cerebrali (Padova, 1886) Lussana, nell'ambito delle pseudo-scienze della fisiognomica e della frenologia, studia la corrispondenza anatomica degli atteggiamenti cerebrali dell'uomo violento, osservando che le conformazioni anatomiche varierebbero quanto le inclinazioni e le attitudini psicologiche dei soggetti.

### Ginnastica e riposo
Nel 1888, nel volumetto divulgativo Ginnastica e riposo, Lussana si occupa del rapporto tra attività fisica o intellettuale e ozio. Una volta sottolineata l'importanza del lavoro, parla dell'educazione fisica dalla Grecia in poi, evidenziando la necessità del riposo dopo l'azione fisica

## Le opere letterarie
Filippo Lussana, nonostante l'ampio numero delle sue pubblicazioni scientifiche, trovò anche il tempo di dedicarsi ad un certo numero di opere letterarie, per quanto scritte senza particolare studio, nell'ambito della contesa del tempo tra classici e romantici.
In Arduino, poemetto di quattro canti in imitazione della Canzone di Rolando dell'Ariosto, Lussana glorifica l'eroe lombardo Arduino d'Ivrea, visto come campione della rivolta contro l'imperatore Enrico II di Sassonia
Con il dramma tragico Brasmina, Lussana segue l'esempio dei canti di Ossian di James Macpherson. 
Quindi, il romanzo poetico Filiberto, nei tre canti La malattia, La fuga, La vendetta. Segue un romanzetto poetico anonimo con ispirazione patriottica, edito nel 1865 a Parma.
Adalberto d'Ivrea è un romanzo storico in cui Lussana coglie l'occasione di uno studio psicologico di una passione amorosa irrefrenabile e non convenzionale.
Infine Romanze, 12 brevi canti in cui Lussana descrive guerra e amore, il dramma sacro della patria e della storia, la famiglia, il tradimento e le discordie tra italiani.
Nel 1866 esce un poemetto anonimo dedicato agli italiani della guerra del Sessantasei.

## Memoria
- Le sue carte sono state donate dal figlio Felice alla Biblioteca Angelo Maj di Bergamo negli anni 1929-1930. Il relativo inventario è consultabile online: dalla Home andare in Cataloghie Inventari, da qui a Archivi e poi Archivi e collezioni documentarie.
- A Bergamo è a lui intitolata dal 1923 una via, la traversa pedonale di via Angelo Maj che raggiunge la stazione, passando davanti all'Istituto Tecnico Vittorio Emanuele II
- A Bergamo è a lui intitolato anche il Liceo scientifico statale Filippo Lussana, situato in Via Angelo Maj
- A Cenate Sopra una targa ricorda la sua casa natale:

- A Gandino è commemorato con una lapide epigrafica del 1924 dettata da Ciro Caversazzi:

speculando quei veri scientifici che gli valsero le cattedre di Parma e Padova
con vario e penetrante ingegno delle latebre del corpo umano indagò il naturale mistero
onde assai lo loda la fama e più lo loda chi ne conobbe l'animo 
capace di poesia e d'ogni alto senso e della patria fedelissimo
MCMXXIV.»